# Bastar (huyện)
Huyện Bastar là một huyện thuộc bang Chhattisgarh, Ấn Độ. Thủ phủ huyện Bastar đóng ở Jagdalpur. Huyện Bastar có diện tích 14968 ki lô mét vuông. Đến thời điểm năm 2001, huyện Bastar có dân số 1302253 người.